# Marlon Roudette
Marlon Roudette (Londres, Reino Unido, 5 de enero de 1983) es un músico británico/vicentino. Fue miembro de la banda Mattafix. Saltó a la fama con la publicación de su canción "New Age", producida y coescrita por Guy Chambers, un éxito internacional que se colocó como número uno en las listas de los países germanoparlantes Austria, Suiza y Alemania.

## Biografía
Marlon Roudette nació en Londres y es hijo de Cameron McVey, un productor de música británica, y Vonnie Roudette, una diseñadora y artista de San Vicente y las Granadinas. Con corta edad se mudó con su madre a San Vincente, donde comenzó su carrera musical para volver a Londres con 17 años de edad. Roudette es el hijastro de Neneh Cherry y tiene doble nacionalidad, la británica, por ser hijo de un ciudadano británico y la nacionalidad de San Vicente y las Granadinas (por parte de la madre).

## Carrera musical

### 2011 - actualidad: Debut con un álbum en solitario
El 17 de julio de 2011 Marlon Roudette publicó "Brotherhood of the Broken", un sencillo promocional que se podía descargar de forma gratuita en Internet. El 20 de julio publicó "New Age" como su primer sencillo en Alemania para su difusión y el 16 de agosto de 2011, "New Age" estaba disponible en iTunes Store. El sencilló alcanzó el número 1 en Alemania, Austria y Suiza. Su álbum debut, Matter Fixed, salió el 2 de septiembre de 2011, en Austria, Bélgica, Eslovaquia, Dinamarca, República Checa, Alemania, Rusia, Suecia y Suiza. El 23 de enero de 2012 estaba disponible en el resto de Europa. El 20 de enero de 2012 Marlon lanzó "Anti Hero (Brave New World)" en iTunes de Alemania. Su canción "The Loss" fue incluida en el episodio episode "The Time Has Come" de Private Practice, que se retransmitió el 2 de febrero de 2012.

## Discografía

### Álbumes
| Título       | Detalles del álbum                                                                              | Mejor ranking | Mejor ranking | Mejor ranking | Mejor ranking |
| Título       | Detalles del álbum                                                                              | AUT           | FRA           | ALE           | SUI           |
| ------------ | ----------------------------------------------------------------------------------------------- | ------------- | ------------- | ------------- | ------------- |
| Matter Fixed | - Publicación: 2 de septiembre de 2011 - Sello: Universal Music - Formats: CD, Descarga digital | 27            | 82            | 6             | 33            |

### Versiones extendidas
| Título      | Detalles del álbum                                                                            |
| ----------- | --------------------------------------------------------------------------------------------- |
| Riding Home | - Publicación: 21 de octubre de 2011 - Sello: Warner Music Group - Formatos: Descarga digital |

### Sencillos
| Año  | Título                                           | Mejor ranking | Mejor ranking | Mejor ranking | Mejor ranking | Mejor ranking | Mejor ranking | Mejor ranking | Mejor ranking | Álbum        |
| Año  | Título                                           | GB            | AUT           | BEL (FL)      | BEL (VA)      | FRA           | GER           | PB            | SUI           | Álbum        |
| ---- | ------------------------------------------------ | ------------- | ------------- | ------------- | ------------- | ------------- | ------------- | ------------- | ------------- | ------------ |
| 2011 | "New Age"                                        | 90            | 1             | 12            | 7             | 14            | 1             | 9             | 1             | Matter Fixed |
| 2012 | "Anti Hero (Brave New World)"                    | —             | 5             | 74            | —             | —             | 6             | —             | 11            | Matter Fixed |
| 2012 | "Hold On Me"                                     | —             | —             | —             | —             | —             | —             | —             | —             | Matter Fixed |
| 2012 | "Anti Hero (Le saut de l'ange)" (feat. Lala Joy) | —             | —             | —             | 48            | 41            | —             | —             | —             |              |